# 西姆拉总督府
总督府（Raj Bhavan）是印度喜马偕尔邦总督的官邸，位于该邦首府西姆拉。

## 历史
今天的总督府原名巴恩斯中庭（Barnes' Court），以英属印度的总司令爱德华·巴恩斯命名 。这是一座新都铎木架建筑。
1971年喜马偕尔邦成立后，总督府设于彼得霍夫（Peterhoff）。该建筑在火灾中受损后，总督府迁往巴恩斯中庭。